# I dannati di Varsavia
I dannati di Varsavia (Kanał) è un film del 1957 diretto da Andrzej Wajda, vincitore del Premio Speciale della Giuria al 10º Festival di Cannes ex aequo con Il settimo sigillo. Nello stesso anno qualche mese dopo partecipò in concorso alla 18ª Mostra internazionale d'arte cinematografica di Venezia.

## Trama
Varsavia, fine settembre 1944, l'insurrezione della città, iniziata il 1º agosto nella speranza che l'Armata rossa, attestatasi al di la del fiume Vistola, intervenisse in aiuto degli insorti, sta volgendo al termine, la Wehrmacht e le SS, comandate dal generale Erich von dem Bach-Zelewski, controllano ormai la maggior parte della città ma restano alcune sacche di resistenza divise tra loro; la compagnia del tenente Zadra ha difeso le zone della periferia accusando sempre maggiori perdite.
Dopo 56 giorni dall'inizio dell'insurrezione, al termine dell'ennesima giornata di combattimenti in cui resta ferito il sottotenente Korab, uno dei più esperti, nonostante la giovane età, uomini della compagnia, viene ordinato a Zadra di raggiungere il centro della città per unirsi alle residue forze combattenti. I collegamenti sono interrotti ed il centro è ormai isolato e l'unica possibilità di attraversare la zona controllata dai tedeschi è passare attraverso le fognature; la notizia è accolta non senza riluttanza: c'è chi preferirebbe combattere (e morire) sul posto e chi obietta sui pericoli rappresentati dal percorso sotterraneo ma alla fine tutti si mettono in marcia obbedendo all'ordine.

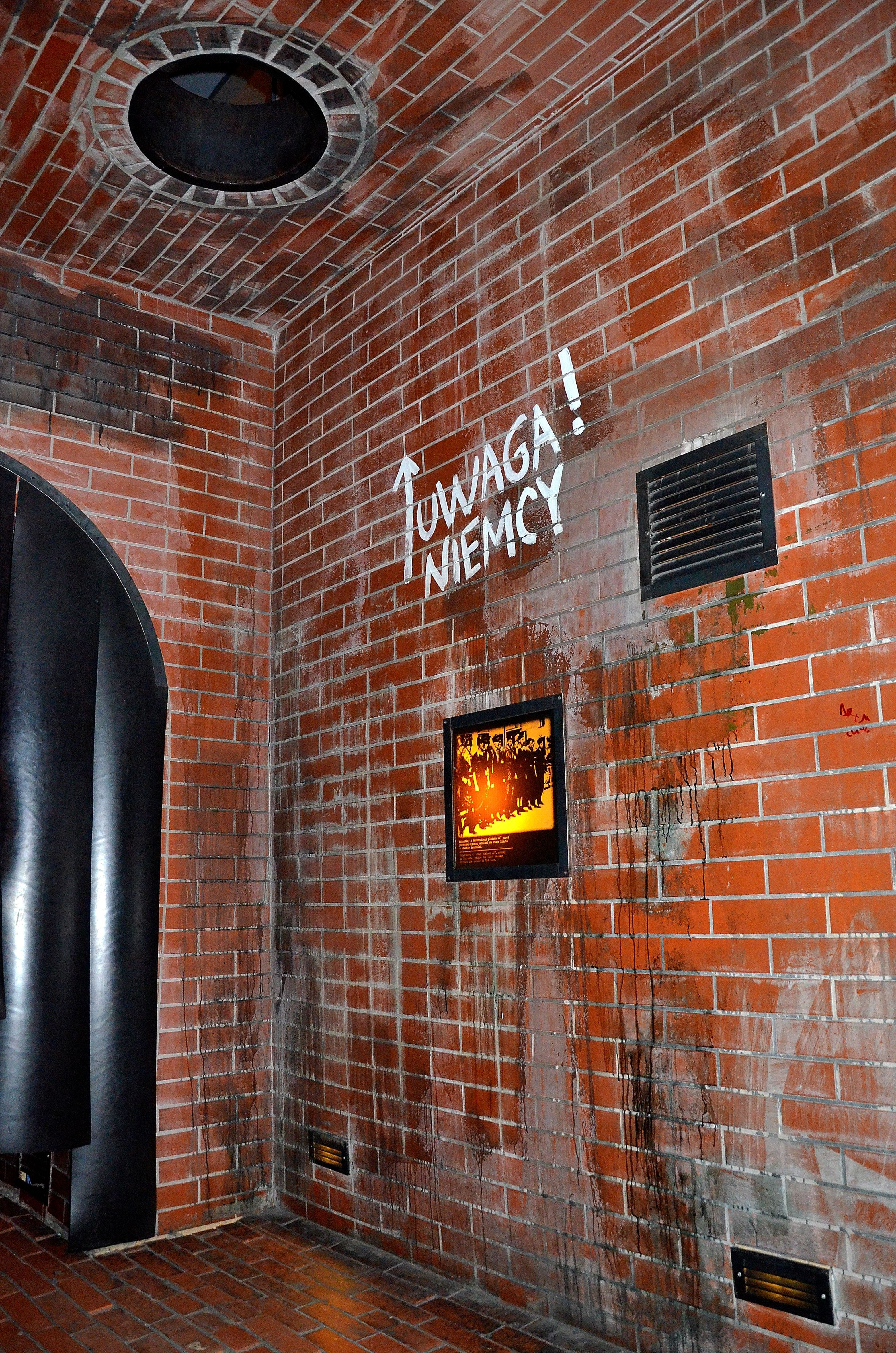
Riproduzione dell'ingresso di uno dei canali utilizzati dagli insorti durante la rivolta di Varsavia, visibile al Museo dell'insurrezione di Varsavia

Per il passaggio attraverso le fognature Zadra si affida a Stokrotka, una giovane ragazza innamorata di Korab che conosce il percorso verso il centro avendole attraversate già molte volte svolgendo incarichi di corriere, ma una volta scesi nel "canale" gli uomini della compagnia si trovano di fronte ad uno scenario terribile: l'ossigeno scarseggia e l'aria è irrespirabile, regna la confusione provocata dalle persone in fuga, il buio rende irriconoscibili le segnalazioni nelle pareti, i tedeschi lanciano granate nei tombini aperti, soffiano gas attraverso i condotti aprendo anche le valvole per inondare d'acqua la rete e nel caos che ne segue la compagnia resta divisa.
I primi a perdersi sono il tenente Madry, Halinka, la più giovane della compagnia ed innamorata di lui, e Lastly, un compositore con pochissima esperienza militare da poco aggregatosi alla compagnia col desiderio di raggiungere la moglie e la figlia che si trovano in una zona già controllata dalle truppe tedesche. Stokrotka e Korab rimangono isolati dopo l'esplosione di una granata mentre il resto degli uomini tenta di proseguire; Zadra manda indietro il sergente maggiore Kula, il furiere della compagnia, a cercare gli altri ma egli è un vile e, dopo avere percorso poche decine di metri, torna indietro e riferisce che i dispersi stanno arrivando, attardati dalle ferite di Korab.
Zadra gli crede e decide di proseguire confidando nell'esperienza di Stokrotka che aiuterà chi è rimasto indietro ma il dedalo di condotti sembra infinito e non si riesce a trovare un'uscita sicura; tutti purtroppo stanno perdendo le loro energie ed i primi a cedere sono Lastly che, incapace di reggere all'orrore che lo circonda, perde la ragione e si avventura da solo verso il suo destino e Halinka che, dopo avere saputo che Madry ha una moglie ed un figlio e che l'unico pensiero che ha è solo per loro, si toglie la vita. Korab nel frattempo, esausto ed ormai delirante, non riesce a compiere l'ultimo sforzo per uscire e dopo che Stokrotka gli ha confessato inascoltata il suo amore gli muore tra le braccia mentre lei osserva il fiume e l'altro lato della città attraverso una grata che le toglie l'ultima speranza di libertà.
Il comandante intanto prosegue, continuamente assicurato da Kula sul fatto che gli uomini lo stanno seguendo, ma ormai tutta la compagnia si è persa ed egli continua ad avanzare nel condotto insieme al furiere ed a Smukly; Madry dopo la morte di Halinka resta isolato ma riesce a trovare un'uscita: nel momento in cui si trascina fuori dal tombino viene però bloccato da un SS, egli si guarda intorno e vede, davanti ad un mucchio di cadaveri, gli altri componenti della compagnia in attesa di essere fucilati; circondato dai soldati nemici, disperato e sconfitto si mette in ginocchio aspettando la fine.
Gli ultimi tre rimasti arrivano finalmente ad un'uscita che sembrerebbe trovarsi nella zona ancora controllata dagli insorti ma scoprono che il tombino è stato minato; Zadra propone di tornare indietro ma Kula terrorizzato si oppone e Smokly cerca di liberare il passaggio dalle granate appese dai tedeschi; l'operazione sembra riuscire ma l'ultima bomba rimasta esplode causandone la morte, liberando però allo stesso tempo l'uscita. I due escono e si rendono conto che adesso sono, almeno per il momento, al sicuro; Zadra chiede al sergente di chiamare gli altri e solo in quel momento scopre che egli ha sempre mentito e che gli uomini non li seguivano più da molto tempo: furioso per la sua vigliaccheria il comandante lo uccide ma, invece che dirigersi verso il centro per continuare a combattere, decide di scendere nuovamente nel canale per cercare i suoi uomini, con la probabile consapevolezza della sorte che lo aspetta.

## Accoglienza
Morando Morandini in un lungo saggio sul cinema polacco del 1963 scrive che con I dannati di Varsavia «assistiamo alla definitiva liquidazione dell'estetica staliniana. Gli eroi sono stanchi anche a Varsavia, in questo film: (...)». Riguardo alle influenze del cinema internazionale degli anni coevi il critico continua: «Kanal ha la violenza di Aldrich, il barocchismo di Welles, l'amore dei contrasti di Buñuel».

## Riconoscimenti
- Festival di Cannes 1957
  - Premio Speciale della Giuria ex aequo con Il settimo sigillo.